# ドナルドのゴルフデー
『ドナルドのゴルフ狂』（ドナルドのゴルフきょう）または『ドナルドのゴルフデー』（原題：Donald's Golf Game）は、ウォルト・ディズニー・プロダクション（現：ウォルト・ディズニー・カンパニー）が制作したアニメーション短編映画作品。

ドナルドダック・シリーズの第10作である。

## あらすじ
天気は快晴、絶好のゴルフ日和。ドライバーを持ってやってきたご機嫌のドナルド。キャディのヒューイ、デューイ、ルーイにティーを整えてもらいティーショットを打とうとするドナルドだったが、近くの木にいる鳥の鳴き声に集中力を乱され鳥を怒り出す。そんな様子を甥っ子たちは面白がり、ドナルドの邪魔を始める。ドナルドは怒りのあまりクラブをへし折ってしまい、甥っ子たちに新しいクラブを要求。しかし3人のイタズラは止まらない。3人がドナルドに渡したのは仕掛けが仕込まれたおもちゃのクラブだったのだ。

## スタッフ
- 監督：ジャック・キング
- 作画：フレッド・スペンサー、ジャック・ハンナ
- 脚本：カール・バークス、ジャック・ハンナ

## キャスト
| キャラクター   | 原語版               | 旧吹き替え版 | 新吹き替え版 |
| -------------- | -------------------- | ------------ | ------------ |
| ドナルドダック | クラレンス・ナッシュ | 関時男       | 山寺宏一     |
| ヒューイ       | クラレンス・ナッシュ | 土井美加     | 坂本千夏     |
| デューイ       | クラレンス・ナッシュ | 下川久美子   | 坂本千夏     |
| ルーイ         | クラレンス・ナッシュ | ?            | 坂本千夏     |
| ナレーション   | -                    | 後藤真寿美   | -            |

## 日本での公開

### 1977年上映
『ミッキーマウスとドナルドダック（Ⅱ）』においては、『ドナルドのずっこけゴルフ』と改題し、1977年3月19日より4月1日迄公開の「ディズニー名作オンパレード」で公開。
- 『脱線あしか騒動』
- 『クマのプーさん』
- 『まぼろしの怪獣ネッシー』
- ミッキーマウスとドナルドダック（Ⅱ）
  - 『子りすのどんぐり合戦』
  - 『プルートと小鳥の坊や』
  - 『つむじ風の親子』
  - 『がんばれ!みつばち』

## 収録
- 『夢と魔法の宝石箱 ミッキーのバケーション』（VHS、ブエナ ビスタ ジャパン、新吹き替え版）
- 『ドナルドダック・クロニクル Vol.1 限定保存版』（DVD、ブエナ ビスタ ホーム エンターテイメント、新吹き替え版）